# イフィゲニア (小惑星)
イフィゲニア (112 Iphigenia) は、小惑星帯に位置する大きくて暗い小惑星の一つ。主に炭素で構成されていると考えられている。1870年9月19日にアメリカ合衆国の天文学者、クリスチャン・H・F・ピーターズにより発見され、ギリシア神話に登場する、ミュケナイの王女イピゲネイア（ラテン語ではイフィゲニア）にちなんで命名された。